# لورن بالف
لورن بالف (بالإنجليزية: Lorne Balfe)‏ (ولد 23 فبراير 1976 في إنفرنيس) هو مؤلف موسيقي ومنتج موسيقي إسكتلندي،  يعمل في مجال الموسيقى التصويرية للسينما والتلفزيون وألعاب الفيديو.
عمل مع المؤلف الموسيقي الشهير هانز زيمر في شركته «ريموت كونترول برودكشنز»، حيث كان يشاركه التأليف الموسيقي أو الإنتاج الموسيقي في بعض الأفلام مثل «ازدراع» و«شيرلوك هولمز» أو في لعبة الفيديو «نداء الواجب: الحرب الحديثة 2».
وحصل بفضل عمله في الإنتاج الموسيقي في فيلم «فارس الظلام» على جائزة غرامي في عام 2009، وحصل على جائزة إيمي لتأليفه الموسيقية للمسلسل القصير «بلا راحة».
كما عمل تحت اسم مستعار هو «أوزوين ماكينتوش».
اشتهر بتأليفه الموسيقى لعدد من الأفلام الناجحة مثل «13 ساعة: الجنود السريون في بنغازي»، «ترمينيتور جينيسيس»، «مهمة مستحيلة: السقوط»، وكذلك أفلام رسوم متحركة لشركة دريم ووركس مثل «بيت» و«بطاريق مدغشقر». كما وضع الموسيقى لعدد من ألعاب الفيديو مثل «أساسنز كريد: ريفليشنز»، و«أساسنز كريد 3» و«كرايزس 2» و«سكايلاندرز» وسلسلة «نداء الواجب».
وألف الموسيقى لمسلسلات تلفزيونية منها «الكتاب المقدس»، «مارسيلا»، «التاج» و«عبقري»، ورشح الأخير لجائزة إيمي لوقت الذروة لأفضل تيمة موسيقية أساسية أصلية. 

## حياته
كان أبوه دافيد بالف موسيقيا، وبدأ يظهر شغفه وحبه للموسيقى في سن مبكرة.
وتربطه صلة قرابة بعيدة بالمؤلف الموسيقي الأيرلندي مايكل ويليام بالف، المشهور بأوبريت «الفتاة البوهيمية». 
في سنوات مراهقته عاش في بلوكتون في شمال غرب سكوتلاند حيث كانت مواقع تصوير مسلسل «هاميش ماكبث». وكان يقوم بإعداد وجبات الفطور لطاقم العمل.
التحق بالف بكلية فيتيس في إيدنبره حيث حصل على منحة دراسية. بدأ حياته المهنية في الموسيقى بتأليف موسيقى للإعلانات لمحطة راديو فورث (اسمها حاليا فورث وان) في أدينبره. 
انتقل إلى لوس أنجلس للعمل في شركة «ريموت كونترول برودكشن» التي أسسها الموسيقي الشهير هانز زيمر. وهناك تتلمذ مع آخرين على يده، وساهم في تأليف بعض القطع الموسيقية لأفلام مثل «شفرة دافنشي»، «فارس الظلام»، «ازدراع».
أول الأفلام التي وضع لها الموسيقى بمفرده كان «آيرونكلاد». وعرف بين زملائه بأنه أسرعهم في إنجاز العمل.

## الأعمال

### 2014
- بطاريق مدغشقر (فيلم)

### 2012
- نهوض فارس الظلام (فيلم) (موسيقى إضافية)
- أساسنز كريد III

### 2011
- كونغ فو باندا 2 (فيلم) (موسيقى إضافية)
- أساسنز كريد ريفليشنز (مع جيسبر كيد)
- كرايسس 2 (مع هانز زيمر)
- المعضلة (مع هانز زيمر)

### 2010
- أساسنز كريد: برذرهود (العرض التشويقي)
- ازدراع (موسيقى إضافية)

### 2009
- ملائكة وشياطين (فيلم) (مع هانز زيمر)
- المتحولون 2 (فيلم)
- شارلوك هولمز (2009) (موسيقى إضافية)
- كول أوف ديوتي: مودرن وورفير 2 (مع هانز زيمر)

## وصلات خارجية
- لورن بالف على موقع IMDb (الإنجليزية)
- لورن بالف على موقع ميوزك برينز (الإنجليزية)
- لورن بالف على موقع أول موفي (الإنجليزية)
- لورن بالف على موقع قاعدة بيانات الأفلام السويدية (السويدية)
- لورن بالف على موقع أول ميوزيك (الإنجليزية)
- لورن بالف على موقع ديسكوغز (الإنجليزية)
- لورن بالف على موقع قاعدة بيانات الفيلم (الإنجليزية)
- لورن بالف على موقع كينوبويسك (الروسية)